# Sergio Brio
Sergio Brio (Lecce, 19 de agosto de 1956) é um ex-futebolista italiano que atuava como zagueiro.

## Carreira
Revelado pelo Lecce em 1973, Brio jogou apenas 1 vez pelo time de sua cidade natal, suficiente para chamar a atenção da Juventus, que o contrataria no ano seguinte.
Para dar maior rodagem ao jovem atleta, a Vecchia Signora decidiu emprestá-lo ao Pistoiese, onde atuou por 3 temporadas, com 96 partidas disputadas. Ajudou os Arancioni a escaparem do rebaixamento à terceira divisão italiana, sendo um dos destaques da Série B nacional em 1978.

## Volta à Juventus
Reintegrado ao elenco principal da Juventus em 1978, Brio teve que aguardar até março de 1979 para fazer seu primeiro jogo oficial pelo clube de Turim, contra o Napoli. Ganhou a titularidade no mesmo ano, suplantando o experiente Francesco Morini, que já planejava sua aposentadoria.
Até 1990, quando deixou os gramados, Brio esteve presente em 379 jogos pela Juve, marcando 24 gols. Na temporada de aposentadoria, chegou a envergar a braçadeira de capitão. É um dos 6 jogadores a conquistarem todas as competições regidas pela FIFA, juntamente com os holandeses Danny Blind e Arnold Mühren e os compatriotas Stefano Tacconi, Gaetano Scirea e Antonio Cabrini (os três últimos companheiros de Brio na Juventus). Sua única decepção foi nunca ter recebido uma oportunidade na Seleção Italiana.

## A curta carreira de técnico
Em 1991, pouco depois de encerrar a carreira de jogador, Brio continuou na Juventus, agora como auxiliar-técnico, permanecendo até 1994. Exerceu o mesmo cargo entre 1995 e 1996, no Cagliari.
A única experiência do ex-zagueiro como técnico principal foi na Bélgica, treinando o Mons. Desistiu da carreira em 2004, passando a ser comentarista esportivo. Ele também chegou a se aventurar como ator, num episódio do seriado Boris.